# Gisele Joras
Gisele Joras (Rio de Janeiro, 10 de abril de 1964) é uma escritora, telenovelista e publicitária brasileira.
Formou-se em arquitetura pela Universidade de Santa Úrsula nas Laranjeiras, bairro do Rio de Janeiro, profissão a qual deixou de lado em função da paixão por escrever. Publicou em 2004 o livro Abra e Entre pela editora Landscape. Em 2006, venceu o primeiro concurso de autores de telenovelas da RecordTV, onde ganhou um prêmio de 20 mil. E ainda recebeu a melhor gratificação de todas: poder escrever sua primeira novela, Amor e Intrigas, a novela cuja sinopse foi vencedora, foi produzida pela emissora entre 2007/2008, sendo considerada um grande sucesso . Também em 2007, colaborou com os primeiros capítulos da novela Caminhos do Coração, de Tiago Santiago.[carece de fontes?]
Em 2009 escreveu Bela, a Feia a versão brasileira de Betty, a Feia. Em 2012 escreveu a telenovela Balacobaco.

## Filmografia

### Telenovelas
| Ano  | Trabalho            | Emissora    | Escalação        | Ref.  |
| ---- | ------------------- | ----------- | ---------------- | ----- |
| 2007 | Caminhos do Coração | Rede Record | Colaboradora     |       |
| 2007 | Amor e Intrigas     | Rede Record | Autora principal | [ 2 ] |
| 2009 | Bela, a Feia        | Rede Record | Autora principal | [ 3 ] |
| 2012 | Balacobaco          | Rede Record | Autora principal | [ 4 ] |

### Seriados
| Ano  | Trabalho                   | Emissora  | Escalação    | Ref.                |
| ---- | -------------------------- | --------- | ------------ | ------------------- |
| 2015 | Trair e Coçar É só Começar | Multishow | Colaboradora | [carece de fontes?] |

## Livros
2003- Abra e Entre - São Paulo: Editora Landscape
2010- Um instante a pulsar na memória- Rio de Janeiro: Editora Espassum - prefácio de Marcelo Moraes Caetano
2022- Rita Varmel - À Procura do Rusdimepe- São Paulo: Editora IBEP- Instituto Brasileiro de Edições Pedagógicas